# Hochwart (Pizol)
Der Hochwart ist ein 2669 m ü. M. hoher Gipfel im Pizolmassiv im Kanton St. Gallen in der Schweiz.

## Lage
Der Hochwart ist ein nördlich gelegener Nebengipfel des 2844 m hohen Pizols. Dazwischen befinden sich die Lavtinahörner und unmittelbar beim Hochwart der Lavtinasattel. Der Hochwart ist aus östlicher Richtung von der Pizolhütte her via Lavtinasattel erreichbar.